# Consentidas
Consentidas fue un programa de televisión uruguayo emitido por Canal 10 desde 2006 hasta 2020 y teniendo actualmente 14 temporadas, fue uno de los programas con más temporadas del canal. En su último periodo, se emitió todos los sábados desde las 20:30 horas hasta las 22.

## Programa

### Formato
El género del programa era entretenimiento aunque en los Premios Iris es nominado en la terna de Interés General.
Contiene humor, juegos y magia, de la mano de Diego Delgrossi (2011 al 2019) y de Daniel K (2019-2020), invitados especiales y entrevistas. En los juegos, las conductora del programa son las jugadoras acompañadas por los invitados.

### Historia
El programa fue estrenado en el año 2006 y finalizado en 2020. Tuvo un total de 14 temporadas.
Al comienzo, Consentidas era conducido por Emilia Díaz, María Gomensoro y Carolina García. 
En el año 2011 se une a las Consentidas el comediante uruguayo Diego Delgrossi en la faceta de humorista y presentador de juegos. 
En el año 2014 se produce un cambio en la conducción. Tras la renuncia de Carolina García, se integró al programa la exintegrante de Monte Carlo TV, Sara Perrone.
En el año 2019, se incorpora al programa el mago y comunicador uruguayo Daniel K (Daniel Ketchedjian)
En el año 2020, tras el alejamiento de María Gomensoro se incorpora al elenco la comunicadora Karina Vignola. El 26 de diciembre de 2020, fue el último programa del ciclo, repasando los momentos destacados del programa en ese año. Fue conducido por Emilia Díaz, Sara Perrone, Karina Vignola y Daniel K.

## Equipo
El programa es presentado porː
- Carolina García (2006-2014)
- Mabel Altieri (2006-2007)
- María Gomensoro (2008-2019)
- Emilia Díaz (2006-2020)
- Sara Perrone (2014-2020)[6]
- Karina Vignola (2020)

Los juegos son presentados porː
- Diego Delgrossi (2011-2019)
- Daniel K (2019-2020)